# وچکاب جودکی
- وچکبود (آبدانان)

وچکبود  یکی از روستاهای ایران است که در ۲۲ کیلومتری شرق شهرستان آبدانان از توابع استان ایلام واقع شده‌است. این روستا دارای جمعیتی حدودا  1000 نفر(270 خانوار)  با مردمی لرزبان است که بیشتر آنها به کشاورزی و دامداری مشغول هستند. و این روستا به عنوان روستای پاک کشور لقب گرفته است چون در این روستا هیچ فرد سیگاری وجود ندارد. این روستا در ۶ ماه دوم سال داری آب و هوایی بهاری و دل انگیز است طوایف این روستا عبارت اند از : ایل جودکی و طایفه دوستعلیوند .